# Тени в раю (роман)
«Тени в раю» (нем. Schatten im Paradies) — роман Эриха Марии Ремарка, опубликованный его вдовой в 1971 году, уже после смерти писателя. Текст неавторизован. Рукопись носила рабочее название Das gelobte Land («Земля обетованная») и была переработана и сокращена издательством Droemer Knaur. Более поздняя версия романа (неоконченная) была опубликована под авторским названием в 1998 году. На русском языке обе книги издаются как разные произведения. Считается, что роман описывает реальные отношения между автором и княжной Натальей Палей.

## Сюжет
Роман «Тени в раю» написан от лица главного героя, по профессии журналиста, который повествует о своём приезде в Нью-Йорк (США) в конце Второй мировой войны. В романе описываются архетипичные собирательные образы беженцев, съехавшихся со всех уголков Европы, чтобы убежать от войны. Абсолютно разных людей связывает одна общая черта — надежда когда-нибудь вернуться домой. Это произведение Ремарка описывает, как люди, измученные годами войны, бегством и тюрьмами, вошли в рай под названием США. Отсюда и столь точное сравнение в названии романа — «Тени в раю». По сути весь роман пронизан описаниями трагедий в жизни переселенцев, и каждый из них по-своему справляется с психологическими и физическими травмами, нанесёнными войной. Кто-то начинает сильно пить, кто-то уходит в работу, кто-то кончает счёты с жизнью. Циничность людей, которых приучила к грубости и отсутствию сантиментов война, граничит с историей искренней любви и настоящей дружбы.

## Персонажи
- Роберт Росс (главный герой, эмигрант, два года скрывался от нацистов в Брюссельском музее, родился в Ганновере, хочет отомстить убийцам своего отца)

- Владимир Меликов (75 лет, портье в гостинице «Ройбен», жил во Франции, эмигрировал)

- Курт Лахман (Мертон) (эмигрант, калека, имеет страсть к женщинам с лёгкими физическими изъянами)

- Наташа Петрова (Наташа Петровна) (манекенщица, родилась во Франции, эмигрировала)

- Лоу-старший, Рауль (венец, владелец антикварной лавки, пессимист)

- Лоу-младший, Юлий (оптимист, на три часа младше своего брата, на пару с ним владелец антикварной лавки)

- Гарри Кан (35 лет, в прошлом участник Сопротивления, эмигрировал, в США занимается продажей приёмников)

- Равик (Людвиг Фрезенбург) (хирург, эмигрировавший из Франции, герой романа «Триумфальная арка»)

- Бетти Штейн (помогала устроиться в Америке эмигрантам, родилась в Бреславле и мечтала вернуться в Берлин)

- Силверс (торговец картинами импрессионистов)

- Грефенгейм (гинеколог, в США живёт в Филадельфии и работает с Равиком, эмигрировал из Германии)

- Фрислендер (Даниел Варвик) (в Германии торговал шёлком и мехами, эмигрировал)

- Кармен («глупая и красивая», работает манекенщицей, родилась в Померании, в Рюгенвальде, эмигрировала)

- Лиззи Коллер (актриса, эмигрировала из Венгрии)

- Танненбаум (актёр, играет мелких нацистов, эмигрировал)

- Джон Скотт (сосед Роберта в гостинице «Сады Аллаха»)

- Холт (делает антинацистский фильм)

## Факты
- В 1944 году главный герой некоторое время работает в Голливуде консультантом на съёмках фильма о нацистской Германии. Вопреки его рекомендациям фильм выходит с «ковбойским налётом», очень далёким от реальности:

Часть сцен была состряпана по вульгарным шаблонам популярных ковбойских фильмов о Диком Западе. Та же гангстерская мораль, те же банальные ситуации, когда противники одновременно выхватывают пистолеты и каждый старается выстрелить первым. Всё это по сравнению с тем, что происходило в Германии с её бюрократически рассчитанными убийствами, с воем бомб и грохотом орудий, производило впечатление безобидного фейерверка. Я понял, что даже у авторов, набивших руку на фильмах ужасов, не хватает фантазии, чтобы представить себе всё происходившее в Третьем Рейхе. (глава XXVI)

## Переводы на русский язык
- В СССР роман впервые был опубликован в переводе Л. Чёрной и В. Котёлкина (журнал «Иностранная литература», 1971, № 10—12)[1];
- М. Рудницкий, 2014.